# Peter Schöttel
Peter Schöttel est un footballeur autrichien né le 26 mars 1967 à Vienne, qui évoluait au poste de défenseur au Rapid Vienne et en équipe d'Autriche. Il est devenu entraineur.
Schöttel n'a marqué aucun but lors de ses soixante-trois sélections avec l'équipe d'Autriche entre 1988 et 2002.

## Carrière de joueur
- 1986-2002 : Rapid Vienne

## Palmarès

### En équipe nationale
- 63 sélections et 0 but avec l'équipe d'Autriche entre 1988 et 2002.

### Avec l'Austria Vienne
- Vainqueur du Championnat d'Autriche de football en 1987, 1988 et 1996.
- Vainqueur de la Coupe d'Autriche de football en 1987 et 1995.